# Esra Atja
Esra Atja (hebr. עזרא עטייה, arabisch عزرا عطية; geboren 1881 oder 1885 in Aleppo; gestorben am 25. Mai 1970 in Jerusalem) war ein israelischer ultraorthodoxer Rabbiner. Er war viele Jahrzehnte lang Oberhaupt der unmittelbar neben der Klagemauer in Jerusalem befindlichen Jeschiwa Porat Josef und gilt als einer der bedeutendsten sefardischen Tora-Gelehrten des 20. Jahrhunderts. Zu seinen berühmtesten Studenten zählen Ovadia Josef, Mordechai Elijahu, Ben Zion Abba Schaul und Jitzchak Kadouri.

## Leben
Geboren in Aleppo, zog er im Jahr 1905 zusammen mit seinen Eltern und Brüdern nach Eretz Israel, wo sie sich in Jerusalem niederließen und der Vater bald starb. Die Familie lebte zunächst in großer Armut. 
Esra Atja lernte in der von Raw Esra Harari-Raful gegründeten Jeschiwat Ohel Mo’ed, wo sich insbesondere Raw Awraham Adess seiner annahm. 
Nach Ausbruch des Ersten Weltkriegs flüchtete Esra Atja, nachdem er zunächst eine Zeit lang versteckt gelebt hatte, nach Ägypten, um der Gefahr zu entgehen, in das türkische Militär eingezogen zu werden. In Kairo gründete er eine Jeschiwa für junge Studenten unter dem Namen „Ahawa We’achwa“ („Liebe und Brüderlichkeit“) und hatte damit großen Erfolg. Er diente auch im Beth Din der Stadt als rabbinischer Richter (Dajan).
Im Jahr 1919, als der Krieg zu Ende war und Palästina britisches Mandatsgebiet wurde, kehrte Raw Esra gemeinsam mit anderen Flüchtlingen nach Jerusalem zurück und lernte weiter an der Jeschiwa Ohel Mo’ed bis 1923, als diese Institution von der Jeschiwa Porat Josef übernommen wurde.
Das Oberhaupt von Porat Josef war Schlomo Laniado bis zu seinem Tod 1929. Raw Esra Atja folgte ihm im Amt nach und leitete die Jeschiwa bis zu seinem eigenen Tod im Jahr 1970.
Er war eine außerordentliche Tora-Persönlichkeit und hob die sefardische Gemeinschaft auf eine hohe Stufe. Für die Art, wie er seine Schiurim aufbaute, war er überall bekannt. Außer seinen Schülern folgten regelmäßig Menschen aus ganz Jerusalem seinen Lehrvorträgen, die er im Frage-Antwort-Stil gestaltete.
Ein Teil seiner Werke wurde bei der jordanischen Eroberung Ostjerusalems im Palästinakrieg vernichtet, als Jordanier die Jeschiwa zerstörten.
Bei seiner Beerdigung würdigten zahlreiche Toragrößen Esra Atjas Verdienste und Tausende begleiteten ihn zu seiner letzten Ruhestätte auf dem Har HaMenuchot.